# Montojo
Montojo (llamada oficialmente San Xiao de Montoxo) es una parroquia española del municipio de Cedeira, en la provincia de La Coruña, Galicia.

## Otras denominaciones
La parroquia también es conocida por el nombre de San Xulián de Montoxo.

## Entidades de población
Entidades de población que forman parte de la parroquia:
- A Carballa
- A Fonsa
- A Granxa
- A Manguela
- A Pena
- A Referta
- Agrochao
- Agueiros (Os Agueiros)
- As Ratas
- Balbís (Balvís)
- Calzada (A Calzada)
- Campo do Hospital (O Campo do Hospital)
- Carracedo
- Cheda de Abaixo (A Cheda de Abaixo)
- Cheda de Arriba (A Cheda de Arriba)
- Cimadavila (Cimadevila)
- Erbellás (Ervellás)
- Ferrería (A Ferrería)
- Figueiras (As Figueiras)
- Fraguela (A Fraguela)
- Lagos (Os Lagos)
- Liñares
- Montoxo Vello
- Mundín
- Muruxás
- O Empalme de Arón
- O Esperón
- O Igrexario
- O Lombo
- Penela (A Penela)
- Penica (A Penica)
- Portovello
- Purrei
- Rego (O Rego)
- Sedeás
- Torno (O Torno)
- Vieiteiras (As Bieiteiras)
- Villarnovo (Vilarnovo)

## Despoblado
Despoblado que forma parte de la parroquia:
- Regueiro

## Demografía
| Gráfica de evolución demográfica de Montoxo entre 2000 y 2018 |
|                                                               |
| Datos según el nomenclátor publicado por el INE.              |